# Schöpstal
Schöpstal (obersorbisch Šepcowy Doł) ist eine sächsische Gemeinde im Landkreis Görlitz in der Oberlausitz. Schöpstal gehört zum Verwaltungsverband Weißer Schöps/Neiße. Es besteht aus den Dörfern Ebersbach, Girbigsdorf, Kunnersdorf und Liebstein.

## Geografie und Verkehr
Die Gemeinde Schöpstal liegt im östlichen Teil des Landkreises Görlitz und grenzt an die Kreisstadt Görlitz. Die Ortsteile entlang des Weißen Schöps sind klassische Waldhufendörfer.
Schöpstal wird im Nordosten von der Bundesstraße 115 und der Bundesautobahn 4 geschnitten. Die ehemalige Bahnstrecke zu den Königshainer Steinbrüchen, die einen Bahnhof in Ebersbach hatte, ist zu einem Radwanderweg umfunktioniert worden. Im Nordosten tangieren die Bahnstrecke Berlin–Görlitz und das östliche Ende der Bundesstraße 6 das Gemeindegebiet.
Durch die Gemeinde zieht sich von Süd nach Nord der Weiße Schöps, in einem zum Teil tief eingeschnittenem Flusstal, das sich zwischen Ebersbach und Kunnersdorf auf weniger als 100 m verengt und von zunehmend steilen Hängen eingeschlossen wird. Die beiderseits des Schöps gelegene landwirtschaftlich genutzten Flächen weisen einen schweren aber fruchtbaren Lehmboden auf, der jedoch zu Vernässung neigt. Aus diesem Grund gehört die Agrargenossenschaft in Ebersbach zu einem der Vorreiterbetriebe der pfluglosen Bodenbearbeitung in Sachsen. Von der ursprünglichen Hufeneinteilung haben sich nach der Umlegung in eine Großblockflur kaum Reste erhalten. Im Westen erheben sich bei Liebstein die Königshainer Berge.

## Geschichte

### Frühgeschichte
Die erste urkundliche Erwähnung findet der Ortsteil Girbigsdorf 1282, Ebersbach 1285, Kunnersdorf 1319 und Liebstein 1330. Die Dörfer Girbigsdorf, Ebersbach und Kunnersdorf wurden allerdings wohl bereits in der ersten Hälfte des 13. Jahrhunderts im Zuge der Deutschen Ostsiedlung als Waldhufendörfer angelegt. Bereits vor der Ostsiedlung muss es aber am Schöps eine dünne Besiedlung gegeben haben, wie die Existenz slawischer bzw. frühdeutscher Burgwälle in Liebstein und Ebersbach belegt. Außerdem sind Zehnteinnahmen der Wenzelskirche in Jauernick aus Ebersbach und Kunnersdorf überliefert. Diese könnten aus einer Zeit stammen, in der die Jauernicker Großpfarrei das gesamte Umland betreute, und verfielen nicht, als nach der Aussetzung der Orte nach Deutschem Recht, die Kirchgemeinde Ebersbach beziehungsweise später ihr Filial Kunnersdorf entstand. Nur in Liebstein erhielt sich die ursprüngliche Orts- und Flurform eines Rundweilers mit Blockflur.
Ein Aufenthalt des damaligen askanischen Landesherren Otto V. in Ebersbach 1285 und der nicht ganz glaubwürdige Bericht einer Flucht des Herzogs Johann von Görlitz vor erbosten Bürgern der Stadt nach Ebersbach legen nahe, dass Ebersbach ebenso wie das nahe Königshain landesherrlicher Besitz gewesen war und vielleicht um 1200 zur Domäne um Reichenbach gehörte.
Als erste nachgewiesene adlige Besitzer Ebersbachs erscheinen in den ersten Jahren des 15. Jahrhunderts „Vraw Else Bischoffswerdyne und Hans, ir son zu Ebirspach“ im Görlitzer Liber acticatorum. Unklar ist ihre Verbindung zu der schon im 14. Jahrhundert häufig belegten Familie von Bischofswerde in Görlitz, die dann gegebenenfalls als ministerialisch zu bezeichnen wäre. Jedenfalls pflegten die von Bischofswerde auf Ebersbach eine enge Beziehung zur Stadt Görlitz. Noch der genannte Hans von Bischofswerde war während der Hussitenkriege Hauptmann des Nikolaiviertels. Wohl schon damals und noch 1509 besaß die Familie ein Haus in der Nikolaigasse. 1528 werden zwei Brüder von Bischofwerde als „etwan zu Gorlitz Mitburgere“ bezeichnet und auch ihre Töchter verheirateten sie gelegentlich mit Görlitzer Patriziersöhnen.
Ihre Grundherrschaft erstreckte sich auf Ebersbach und Kunnersdorf. In Ebersbach hatten sie aufgrund von Erbteilungen zwei Vorwerke in Eigenwirtschaft, den „obern und nidern Steinstock“. Daneben waren sie Gerichtsherren und Patronatsherren der Ebersbacher Kirche und ihres Kunnersdorfer Filials. Aus ortsgeschichtlicher Perspektive sind ferner die Konflikte von Belang, in die sie 1449 mit den von Gersdorf auf Königshain um gewisse Wasserläufe, 1467 mit dem eigenen Pfarrer um Bierschank und das Kunnersdorfer Filial und 1511 mit der Stadt Görlitz, die ihnen die Einfuhr fremden Biers verwehrte, verwickelt waren. 1491 war wegen der Ermordung des Ebersbacher Pfarrers das Interdikt über den gesamten Kreis gelegt worden.
In Girbigsdorf besaßen die von Bischofswerde ebenfalls ein Vorwerk, zu dessen Pertinenz neben besessenen Leuten auch die Mühle und ein Viertel der Gerichtseinnahmen sowie der Ortsteil Rosenfeld (Ober-Girbigsdorf) gehörte. Ansonsten hatte in Girbigsdorf bereits Ende des 13. Jahrhunderts das Görlitzer Hospital und seit Mitte des 15. Jahrhunderts auch Görlitzer Patrizier Besitz. Hier war 1544 eine Brücke Anstoß eines Streits mit Görlitz.

### 16. bis 17. Jahrhundert
1584 verkauften die von Bischofswerde Ebersbach an Hiob von Salza. Der Girbigsdorfer Besitzteil verblieb als Mitgift noch bis zu ihrem Tod im Besitz von Katharina Plaunitz, einer geborenen von Bischofswerde, und ging 1608 an ihren Neffen Siegmund von Hermsdorf. Hiob von Salza stiftete 1613 ein Diakonat für die Betreuung der Kunnersdorfer Kapelle.
Während der Hussitenkriege, des Dreißigjährigen Krieges, des Siebenjährigen Krieges und des Befreiungskriegs wurden die Orte des Schöpstals in Mitleidenschaft gezogen.

### 18. und 19. Jahrhundert
Die entstandenen Rittergüter der Ortschaften hielten sich als größere landwirtschaftliche Betriebe über Generationen. Die Überlieferungen sind ld. lückhaft. Um 1770 ist ein Freiherr Hans Christoph von Braun Besitzer des Gutes Girbigsdorf mit Rosenfeld. Für das Rittergut Nieder-Girbigsdorf ist der nächste Eigentümer ebenso überliefert. Es war der großherzoglich-oldenb. Reisemarschall a. D. und Kammerherr, Ehrenritter des Johanniterordens, Adam Bartold Ludwig von Lützow (1792–1871), der 1862 die Genehmigung erhielt die Namensführung Freiherr von Lützow genannt von Dorgelo zu führen. Erbin wurde, obwohl er mit seiner Ehefrau Clara Freiin von Geymüller (1801–1872), Tochter des Bankiers Johann Heinrich von Geymüller, mehrere Söhne hatte, die zweitälteste Tochter Elisabeth von Lützow, 1858 in Gibigsdorf geboren. Eines der anderen Gibigsdorfer Güter wird in mehreren Quellen vor 1850 dem Oberstleutnant Karl von L’Estocq aus hugenottischem Adel und mit der Gräfin Clara von Matuschka liiert zugeschrieben, ihr Sohn Maximilan Wilhelm von L’Estocq wurde 1844 in Girbigsdorf geboren und wurde später Offizier. Clara von L’Estocq war die Schwester des Hugo von Matuschka-Greiffenclau und er war der Sohn des Anton Wilhelm von L’Estocq.
Nach den dann mehrfach aufgelegten Schlesischen Güter-Adreßbüchern gab es vor 1900 alleine in Gibirgsdorf weiterhin vier verschiedene Güter, zumeist als Allodgut oder Familienfideikommiss, fast alle in bürgerlichen Hand. Dies waren Ober-Gebirgsdorf, Mittel-Gebirgsdorf II, Mittel-Gebirgsdorf III sowie Nieder-Gebirgsdorf. Lediglich in Liebstein war mit dem Ludwig von Wolff (1811–1883), er wurde 1846 nobilitiert und erhielten zehn Jahre danach seine Wappenbestätigung, ein adeliger Gutsherr aufgeführt. Ihn beerbte der Sohn Rittmeister Eduard von Wolff (1851–1903). Dieser betrieb auch einen industriellen Granitsteinbruch. Zudem war Herr von Wolff, er wuchs in Görlitz und Zittau auf, standesgemäß als Kreisdeputierter Mitglied der Generaldirektion Ober-Lausitz bei der Bank der Rittergüter, Schlesische Landschaft genannt, und saß im Verwaltungsrat der Görlitzer Aktien-Brauerei.

### 20. Jahrhundert
Zwischen 1952 und 1955 wurden in Girbigsdorf, Ebersbach und Kunnersdorf (Liebstein war 1950 von Königshain nach Kunnersdorf eingemeindet worden) Landwirtschaftliche Produktionsgenossenschaften gegründet.
Am 1. Januar 1994 schlossen sich die Gemeinden Ebersbach, Girbigsdorf und Kunnersdorf zur neuen Gemeinde Schöpstal zusammen. Am 1. Januar 1999 wurde die Stadtgrabensiedlung aus Schöpstal aus- und nach Görlitz eingegliedert.

## Politik

### Gemeinderat
Seit der Gemeinderatswahl am 9. Juni 2024 verteilen sich die 14 Sitze des Gemeinderates folgendermaßen auf die einzelnen Gruppierungen:
- Freie Wähler Schöpstal (FUW): 7 Sitze
- „Bürger für Schöpstal“ (BfS): 6 Sitze
- CDU: 1 Sitz

| Gemeinderat ab 2024Insgesamt 14 Sitze - FW: 7 - BfS: 6 - CDU: 1 | Liste                  | 2024   | 2024   | 2019   | 2019   | 2014   | 2014   |
| Gemeinderat ab 2024Insgesamt 14 Sitze - FW: 7 - BfS: 6 - CDU: 1 | Liste                  | Sitze  | in %   | Sitze  | in %   | Sitze  | in %   |
| Gemeinderat ab 2024Insgesamt 14 Sitze - FW: 7 - BfS: 6 - CDU: 1 | Freie Wähler Schöpstal | 7      | 47,6   | 7      | 49,2   | 6      | 36,7   |
| Gemeinderat ab 2024Insgesamt 14 Sitze - FW: 7 - BfS: 6 - CDU: 1 | Bürger für Schöpstal   | 6      | 41,7   | 5      | 34,0   | 4      | 28,2   |
| Gemeinderat ab 2024Insgesamt 14 Sitze - FW: 7 - BfS: 6 - CDU: 1 | CDU                    | 1      | 10,7   | 1      | 7,6    | 2      | 15,8   |
| Gemeinderat ab 2024Insgesamt 14 Sitze - FW: 7 - BfS: 6 - CDU: 1 | Linke                  | –      | –      | 1      | 6,6    | 1      | 8,8    |
| Gemeinderat ab 2024Insgesamt 14 Sitze - FW: 7 - BfS: 6 - CDU: 1 | FDP                    | –      | –      | –      | 2,6    | 1      | 10,5   |
| Gemeinderat ab 2024Insgesamt 14 Sitze - FW: 7 - BfS: 6 - CDU: 1 | Wahlbeteiligung        | 79,7 % | 79,7 % | 77,7 % | 77,7 % | 63,3 % | 63,3 % |

### Bürgermeister
Bürgermeister Bernd Kalkbrenner wurde im Juni 2022 mit 94,2 % der Stimmen im Amt bestätigt. Er ist seit 2001 im Amt.
| Wahl | Bürgermeister     | Vorschlag   | Wahlergebnis (in %) |
| ---- | ----------------- | ----------- | ------------------- |
| 2022 | Bernd Kalkbrenner | Kalkbrenner | 94,2                |
| 2015 | Bernd Kalkbrenner | Kalkbrenner | 95,0                |
| 2008 | Bernd Kalkbrenner | Kalkbrenner | 96,2                |
| 2001 | Bernd Kalkbrenner | Kalkbrenner | 57,8                |

## Sehenswürdigkeiten
Die Kulturdenkmale sind in der Liste der Kulturdenkmale in Schöpstal erfasst.
- Schloss Girbigsdorf mit Schlosspark und Teich
- Grüne Aue mit Park und Kegelbahn in Girbigsdorf
- Wasserschloss Ebersbach und Schlossparkanlage
- Pfarrkirche St. Barbara in Ebersbach. Die 1346 erstmals belegte zweischiffige Kirche wurde in ihrer gegenwärtigen Gestalt im 15. Jahrhundert durch eine Görlitzer Bauhütte erbaut. Sie lehnt sich deutlich an städtische Formen des Kirchenbaus an. Später wurde ein Turm im Renaissancestil und eine Kapelle angebaut, die später als Familiengruft der von Salza diente. Bemerkenswert sind ferner 3 Grabplatten der von Bischoffswerde, von Salza und von Redern.[28][29]
- Kesselberg, Burgwall Ebersbach I. Die Höhenburg auf dem steilen rechten Talrand des Schöps ist sehr gut erhalten. Über den als slawisch angesprochenen Ringwall liegen bisher keine Grabungsergebnisse vor. Die beiden anderen Burgwälle in der Schöpstaler Flur sind nicht erhalten beziehungsweise stark zerstört.[30]
- Schloss Kunnersdorf mit Schlosspark und Schlossgrabstätte in Kunnersdorf (Adelsgeschlecht Oppeln-Bronikowski)
- Der Jakobsweg im Abschnitt Görlitz–Weißenberg–Bautzen führt über Ebersbach und Liebstein.
- Kästnereiche mit einem Brusthöhenumfang von 7,56 m (2016).[31]

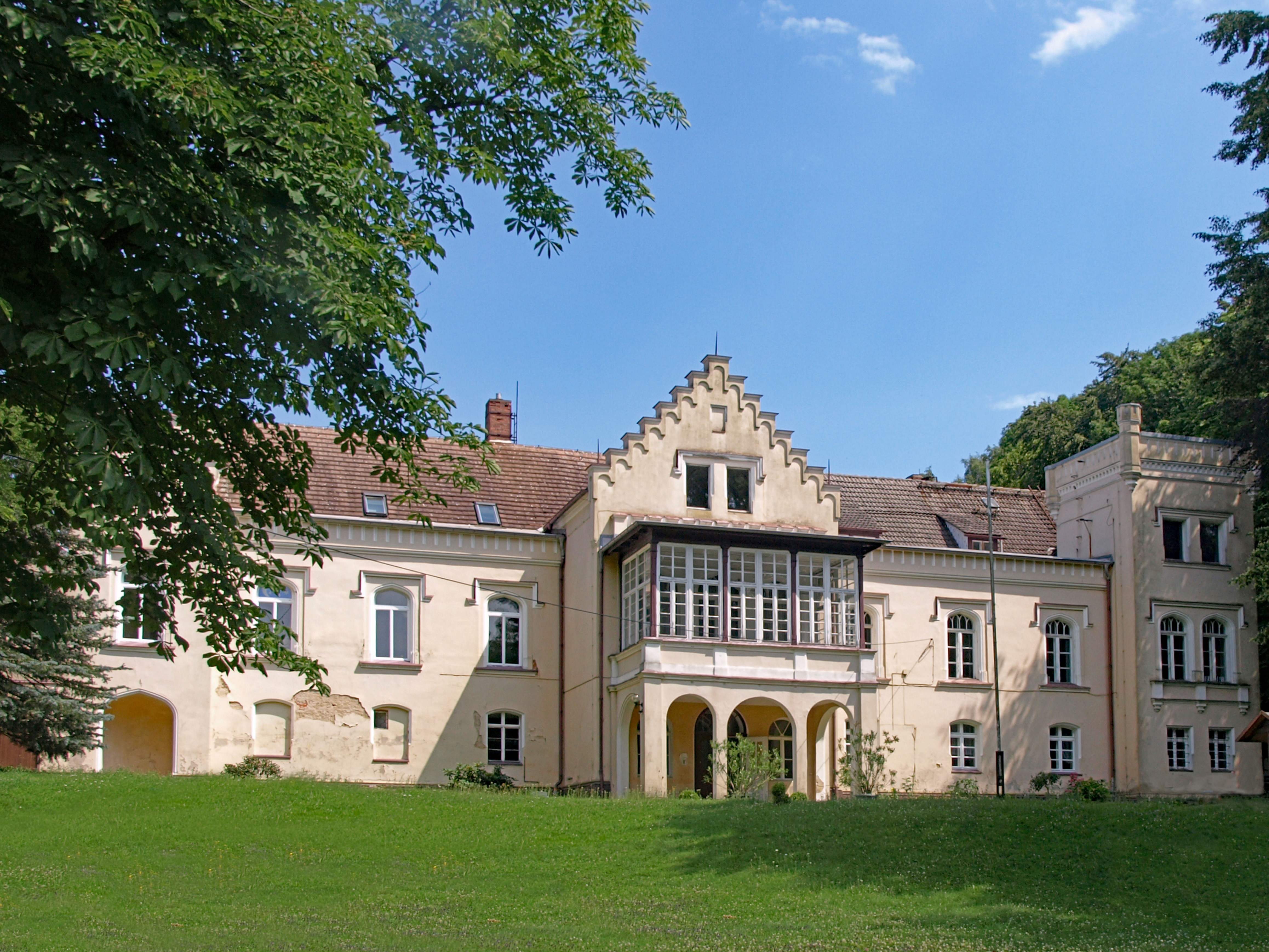
Schloss Girbigsdorf
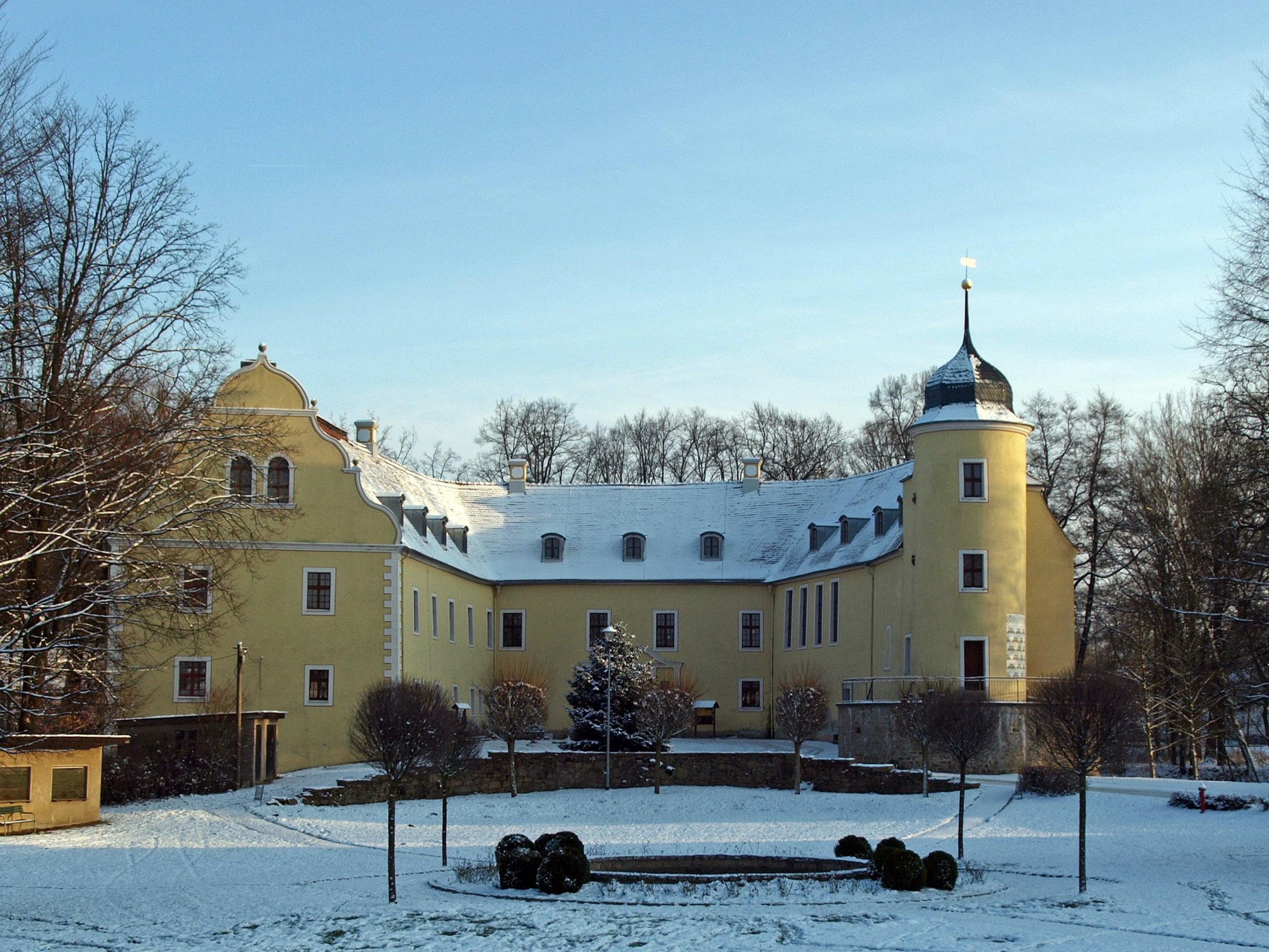
Wasserschloss Ebersbach
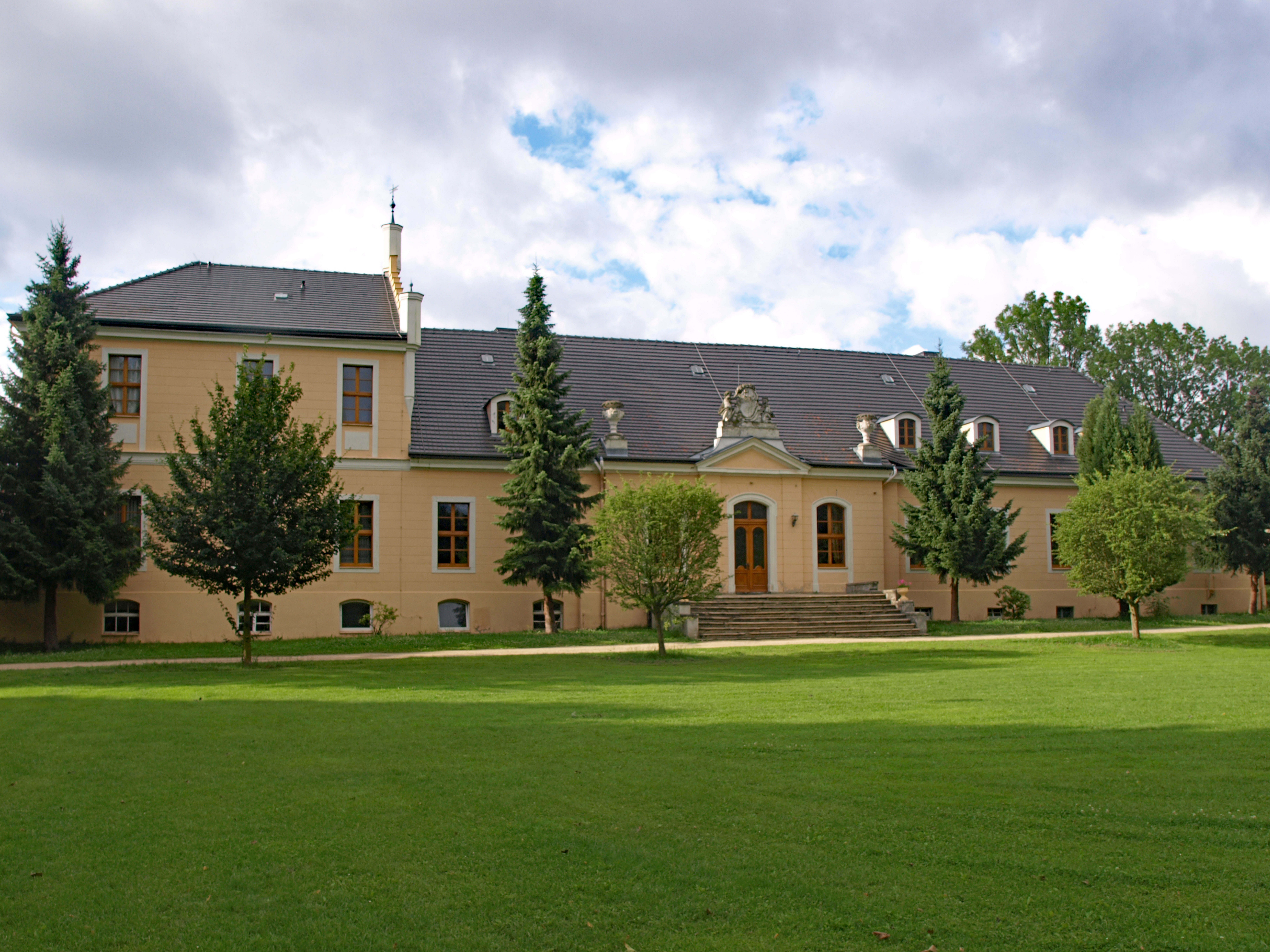
Schloss Kunnersdorf

### Naturschutz
- Siehe auch: Liste der Naturdenkmale in Schöpstal